# Molophilus sherpa
Molophilus sherpa är en tvåvingeart som beskrevs av Alexander 1959. Molophilus sherpa ingår i släktet Molophilus och familjen småharkrankar.
Artens utbredningsområde är Nepal. Inga underarter finns listade i Catalogue of Life.